# 欣厄姆 (麻薩諸塞州)
欣厄姆（英語：Hingham）是一個位於美國麻薩諸塞州普利茅斯縣的鎮。

## 人口
根據2020年美國人口普查的數據，欣厄姆的面積為68.10平方千米，當中陸地面積為57.50平方千米，而水域面積為0.60平方千米。當地共有人口24284人，而人口密度為每平方千米357人。